# ジェンティローニ協定
ジェンティローニ協定（じぇんてぃろーにきょうてい、イタリア語：Patto Gentiloni）は、1913年に、当時のイタリア首相ジョヴァンニ・ジョリッティおよび1909年から1916年までイタリアカトリック選挙連合の代表を務めたオットリーノ・ジェンティローニ伯爵との間で、カトリック教徒の有権者が1913年のイタリア総選挙においてジョリッティに協力するようにするために締結された協定である。

## 背景

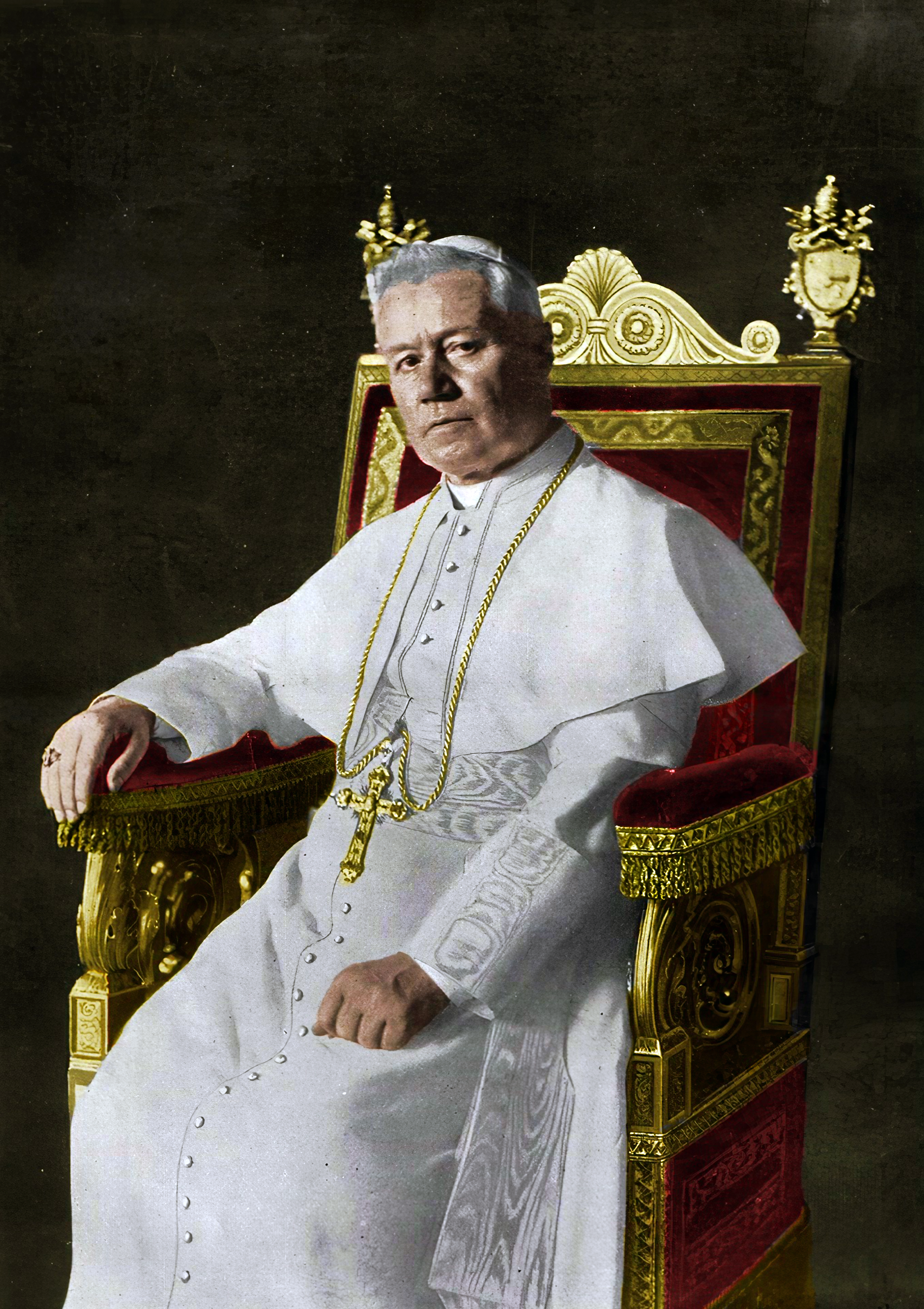
ローマ教皇ピウス10世の肖像

1910年代、参政権が全ての成人男性に拡大された後、ジョリッティは、自らの大衆への影響力を強めようとした。
1904年、教皇ピウス10世は、カトリック教徒に対し、イタリア社会党が勝利しうる地域においては、投票を行うことを非公式に承認した。社会主義者と教会とは敵対していたため、教会の還元主義的な結論として、社会主義者らに反対するためのいかなる手段も推奨することとなった。社会主義者に投票を行うことは、破門の理由とされた。
この時点でのバチカンの目的は二つ、社会主義の隆盛に対抗することと、（協同組合、農業組合、信用組合等の）草の根的なカトリック組織を監督することであった。大衆は信心深かったが無学であったため、教会は、大衆が社会主義やアナーキズムといった不適切な考えを支持しないよう伝達を行う必要があると考えていた。
他方、イタリア首相ジョリッティは、カトリックと自由主義政権の協力が必要な時期にきているという理解をもっていた。

## 協定

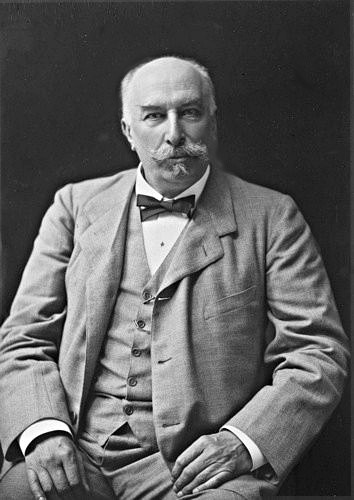
イタリア首相ジョヴァンニ・ジョリッティ

ジェンティローニ協定は、1913年のイタリア総選挙の準備の過程における、カトリック教徒の有権者と、ジョリッティが指導する自由党の立候補者でカトリックの方針（特にカトリック系私立学校への補助金および離婚を認める法令への反対）を遵守すると約束した者との間での秘密の取引から生まれた。200名を超える者がこの協定の結果当選したと推定されており、この人数はジョリッティが多数派を握るのに充分であった。
短期的には自由主義者らの力が強まったとはいえ、イタリア社会党も有権者の19%から23%に相当する多くの票を得た。かつては、ジョリッティは穏健な社会主義者（および他の小政党）も自分たちの勢力に組み入れていた。ジョリッティ自身は政党には反対であり、政治において不和を招き「紳士のゲーム」を損なうものであると考えていた。
ジェンティローニ協定は、社会主義者や、ジョリッティの支持者のうち反聖職者主義的な者からの批判を受けた。これらの者は、教会を、進歩を阻む防波堤だと考えており、ジョリッティに対しこれまで行ってきた協力が裏切られたと考えた。社会主義者らは、ジョリッティも、自由主義政権も、二度と信じようとはしなかった。
これにより、イタリア社会党のなかでも革命派がイタリアにおいて力を持つようになったが、バチカンもまた政治に対する影響力を強めることとなった。
最終的に、ジョリッティは反聖職者主義的な支持者らにより、1914年3月に首相職を辞することを余儀なくされ、後任には国王ヴィットーリオ・エマヌエーレ3世によりアントニオ・サランドラが任命された。

### 当時の政治勢力の構成
| 政党 | 政党                       | 主なイデオロギー | 指導者                                           |
| ---- | -------------------------- | ---------------- | ------------------------------------------------ |
|      | 自由党                     | 自由主義         | ジョヴァンニ・ジョリッティ                       |
|      | 急進党                     | 急進主義         | フランチェスコ・サヴェリオ・ニッティ             |
|      | イタリアカトリック選挙連合 | 聖職者主義       | ヴィンチェンツォ・オットリーノ・ジェンティローニ |
|      | イタリア改良主義社会党     | 社会民主主義     | レオニーダ・ビッソラーティ                       |

## 関連文献
- Frank J. Coppa (1967). “Giolitti and the Gentiloni Pact between Myth and Reality”. Catholic Historical Review' 2 (53).